# Lachnocnema luna
Lachnocnema luna är en fjärilsart som beskrevs av Druce 1910. Lachnocnema luna ingår i släktet Lachnocnema och familjen juvelvingar. IUCN kategoriserar arten globalt som livskraftig. Inga underarter finns listade i Catalogue of Life.

## Bildgalleri

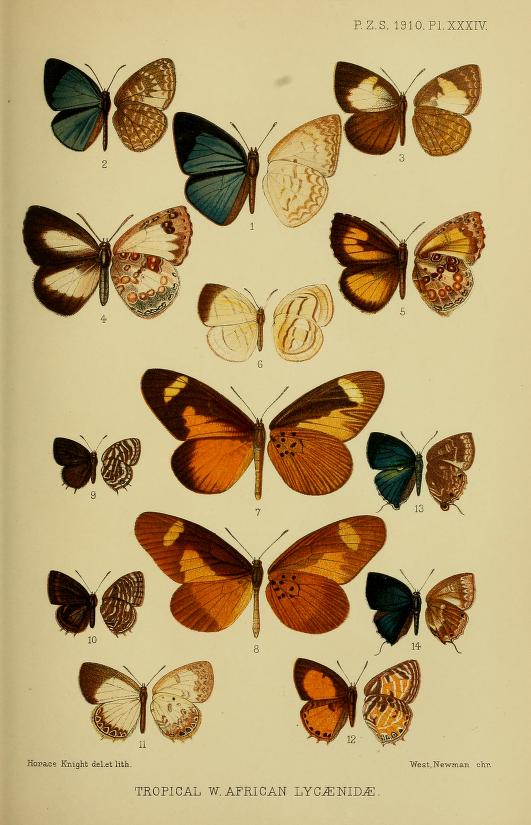